# Guardian of the Crystal Gate
Guardian of the Crystal Gate es un relato corto escrito por Robert Silverberg en 1956.
Fue publicado en Fantastic en agosto de ese mismo año.
Howard Browne, editor de Fantastic, le pidió al joven Silverberg que escribiera una historia sobre una pintura de portada que acababa de traer Ed Valigursky, uno de sus mejores artistas.

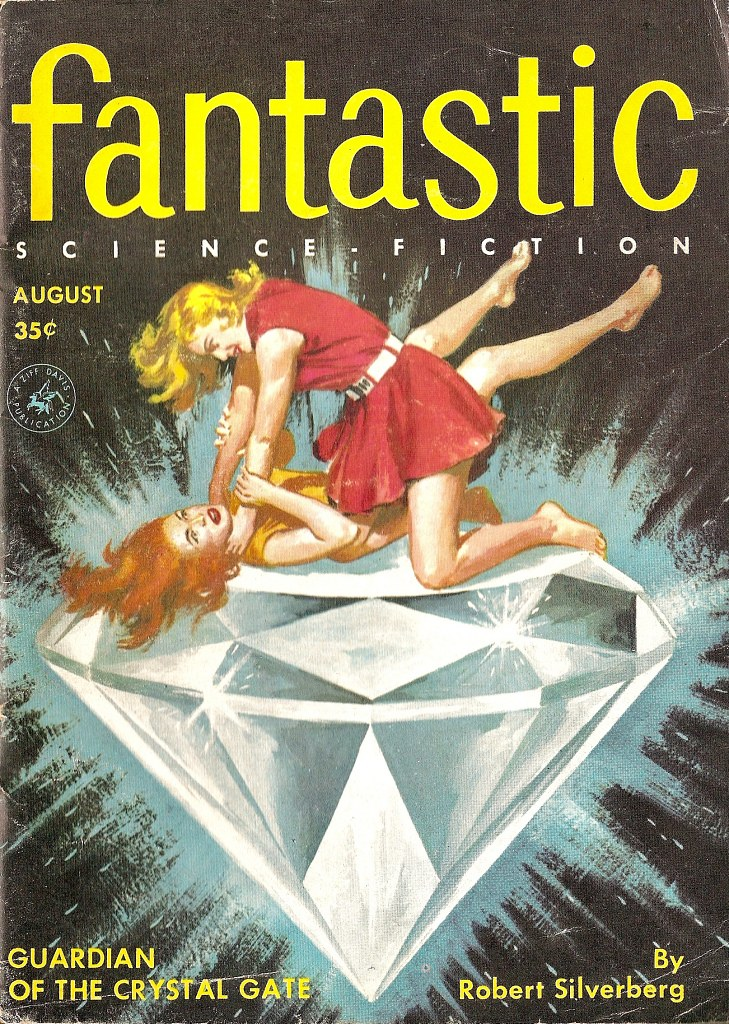
Portada de Fantastic, agosto de 1956

Como el propio Silverberg escribe en su introducción al relato:

"La pintura mostraba a dos atractivas señoritas con túnicas cortas luchando ferozmente sobre un enorme diamante. Produje una historia de 10.000 palabras llamada Guardian of the Crystal Gate, que Howard publicó en la edición de agosto de 1956 de Fantastic. Robert Silverberg.

## Argumento
Año 2261. Les Hayden trabaja para el F.B.I. y su jefe le explica un extraño caso ocurrido sobre el que no se tiene ninguna pista. Sesenta y seis hombres han desaparecido y en su lugar se han encontrado sesenta y seis diamantes sin valor alguno, pues tienen una irregularidad en su interior.
Para llevar a cabo su misión, Les tan solo contará con un diamante verdadero que ha aparecido también  misteriosamente.